# Bae (cognome)
Bae (배?, 培, 背, 裵, 輩, 配?) è un cognome di lingua coreana.

## Possibili trascrizioni
Bai, Bay, Bea, Pae, Pai, Pay.

## Origine e diffusione
In uno studio dell'Istituto nazionale per la lingua coreana basato sui dati delle richieste di passaporto sudcoreano del 2007, è emerso che il 96,8% delle persone con questo cognome lo scriveva in lettere latine come Bae. Le ortografie alternative più rare (il restante 3,2%) includevano Bai, Pae e Bea.
Esistono due modi diversi per scrivere il nome in hanja: il più comune (裵), e un'alternativa (裴) a cui manca la "radice" (亠, Radicale 8) in alto. Il carattere più comune viene utilizzato anche per scrivere il cognome cinese Pei, che è anche all'origine del cognome vietnamita Bùi.
Si tratta del 26º cognome per diffusione in Corea secondo i dati del Korean National Statistics Office del 2015. Nel Paese è portato da circa 400 669 persone.

## Persone
- Bae Bien-u, fotografo sudcoreano
- Bae Soo-bin, meglio nota come Chae Soo-bin, attrice sudcoreana
- Bae Su-ji, meglio nota come Suzy, cantante sudcoreana